# Seleção Croata de Rugby Union
A Seleção Croata de Rugby Union é a equipe que representa a Croácia em competições internacionais de Rugby Union.

## Ligações Externas
- http://rugbydata.com/croatia
- http://www.rugby15.co.uk/croatia.html